# GAU-12平衡者机炮
GAU-12/U「平衡者」 (英語：GAU-12/U "Equalizer")是一挺由美国通用動力開發及製造的電力驅動加特林式转管机炮，发射25×137毫米北約口徑機炮炮彈。
GAU-12/U目前正被美国、意大利及西班牙所使用，主要用作战斗机機炮，例如AV-8、AC-130等攻击机和陸上的裝甲戰鬥車輛。

## 發展
5管設計的“平衡者”航空机炮於1970年代末期開始研製，並以GAU-8“复仇者”的機構作為基礎改進，以發射全新的北约系列25×137毫米北約口徑機炮炮彈（M242巨蝮式鏈炮亦是使用這種彈藥）。GAU-12/U机炮是由裝置於外部的15馬力（11千瓦）电动机操作，並且以引氣機壓縮空氣以驅動氣動系統。它的一般射速是3,600發／分鐘，而最高射速是4,200發／分鐘。而安裝在洛克希德AC-130U幽靈式空中砲艇上的GAU-12的發射速率則降低至1,800發／分鐘，以節省彈藥。
“平衡者”航空机炮通常使用PGU-20/U穿甲燃烧弹（英語：Armor-piercing incendiary，簡稱：API）或PGU-22／PGU-25高爆燃燒彈（簡稱：HEI）。正因為大威力的彈藥和比較可觀的槍口初速，其威力比起舊式的20毫米口径的M61火神式機砲更高致命性，和比起舊式的30毫米口径亞丁（ADEN）30毫米轉輪式航空機砲的射速（只有1,200—1,700發／分鐘）更有效，但是其致命性和有效性則追不上更大口徑的毛瑟BK-27機炮。

## 當前使用

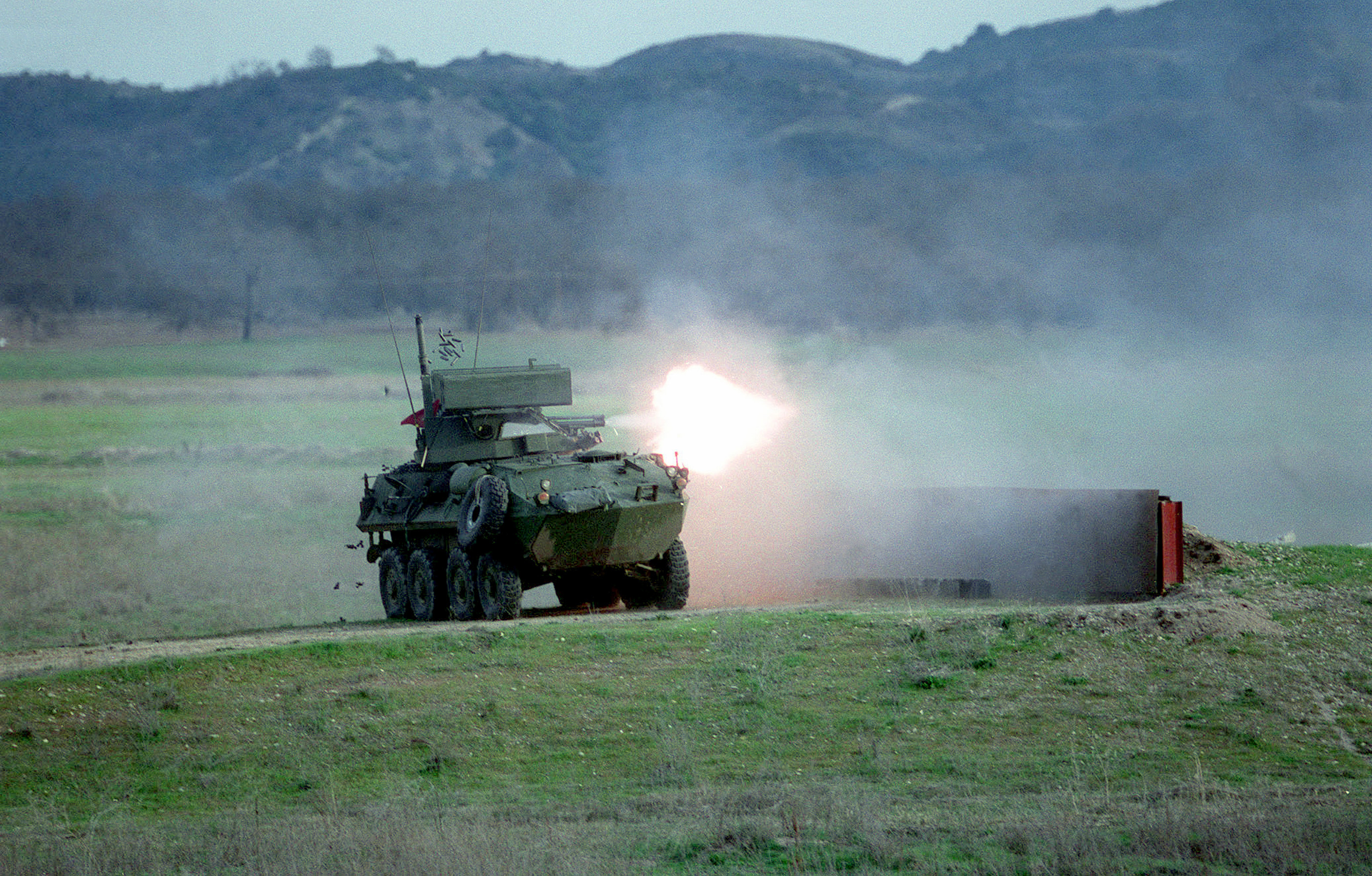
正使用GAU-12/U進行訓練射擊的LAV-AD，攝於1999年。

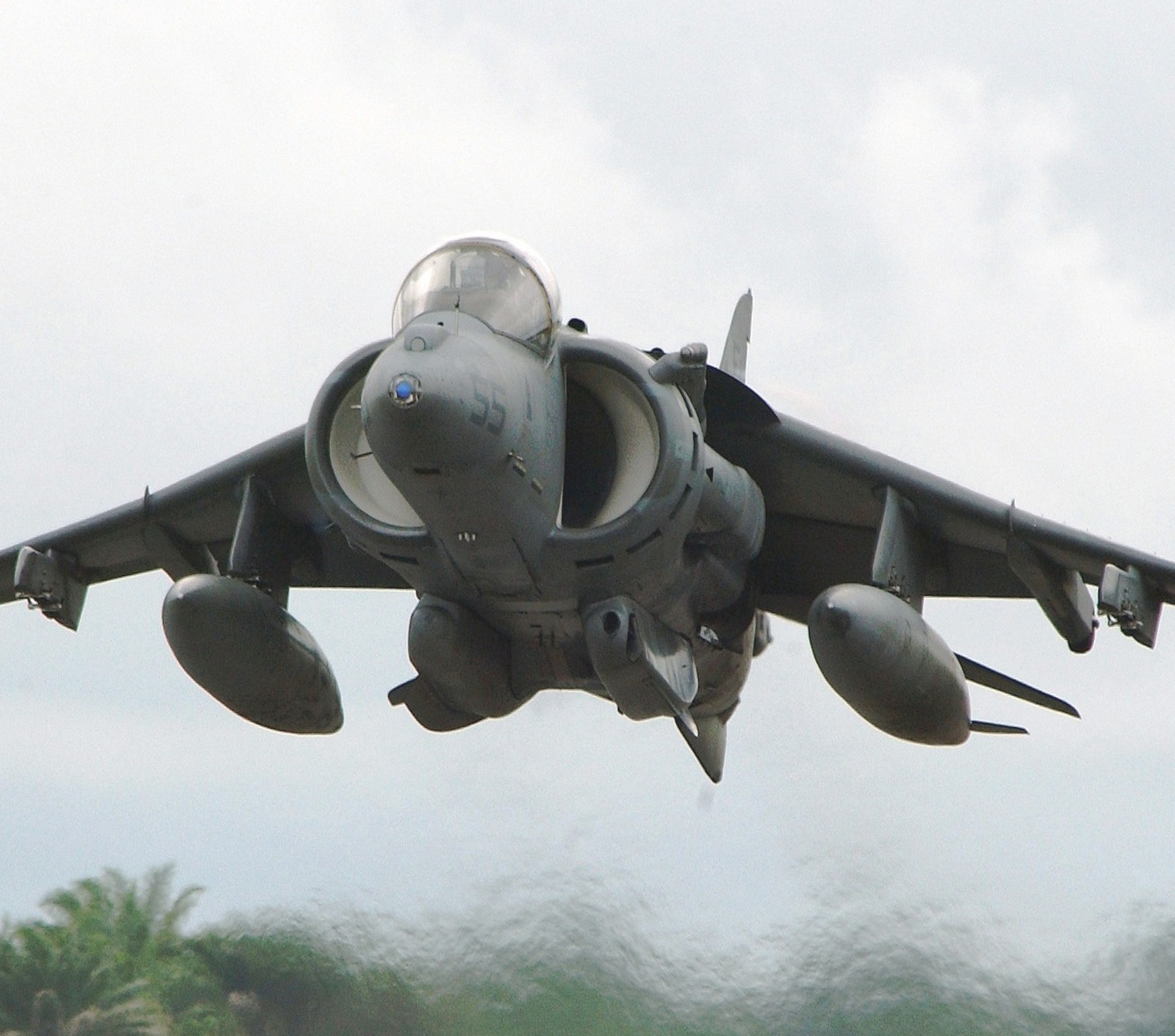
一架裝有GAU-12航空机炮的AV-8獵鷹II式攻擊機攻击机（AV-8B Harrier II）；機身底部的兩個筴艙分別裝上了GAU-12机炮（AV-8「獵鷹II式」的左邊，可見發射孔）和彈藥（AV-8「獵鷹II式」的右邊）。

“平衡者”航空机炮目前正被美国海军陆战队、意大利海军及西班牙海军的AV-8B「獵鷹II式」攻击机所使用。「獵鷹II式」攻击机所使用的“平衡者”机炮系統是利用一對機炮筴艙安裝在機身兩側，左側的筴艙就是“平衡者”航空機砲，而右側的筴艙就是其300發備彈。兩個筴艙之間通過筴艙尾部裝設的輸彈槽，另外它並包含了控制“平衡者”的驅動系統。整套裝備當中，亦包括兩端的供彈系統，以便將發射後的空彈殼也送回到彈鼓內；整個系統裝填後的重量是1,230磅（557.92公斤），而沒有彈藥時是900磅（408.23公斤）。
而英國皇家空軍（簡稱：RAF）和海軍航空兵（簡稱：FAA）的GR7和GR9獵鷹式攻击机並沒有裝備“平衡者”航空機砲。英國原來的計劃是使用一對亞丁25毫米口徑航空機砲（又稱為ADEN Mk 5，以原來的亞丁轉輪式航空機砲作為基礎，改為使用和GAU-12/U相同系列的彈藥）。可是，由於這種航空機砲在研製期間受到長期拖延導致研製出現問題，最終於1999年被取消了。而英國GR7和GR9獵鷹II式攻击机直到退役之前都不會裝上任何机炮。
“平衡者”航空機砲亦被洛克希德AC-130U「幽靈式」空中砲艇（英語：Lockheed AC-130U Spooky Gunship）所使用，而且取代了原來AC-130H「鬼怪」的左舷上搭載的兩具M61火神式機砲；除了裝填3,000發彈藥，還將其裝置在一具有學習功能的砲座上，直到AC-130W「毒刺II」和AC-130J「幽靈騎士」時被GAU-23/A「巨蝮二式」（Bushmaster II）30毫米單管鏈炮所取代。它亦被美国海军陆战队的LAV-AD輕型防空装甲车所使用。目前還有其他GAU-12/U系列機砲使用的計劃，包括安裝在AH-1眼鏡蛇攻击直升机上。
“平衡者”航空機砲亦被用來作為海火神25（英語：Sea Vulcan 25）的基礎。該機炮安裝在砲塔以內用作船艦自我防衛，雖然不是作為近迫武器系統使用，因為它是使用數碼式槍炮瞄準具和火控系統作手動瞄準。海火神由一個540發螺旋彈鼓、只需一把螺丝起子即可打開的一體成型鋁合金砲塔和主要的機炮所組成。該系統能夠獨立於船艦的電源下操作，機炮和彈藥供應是由3,000磅力每平方英寸的氣動驅動器來驅動，並由兩台铅酸蓄电池旋轉电动机供電。使用海軍的Mk 24目標指示器和激光測距儀。該炮曾經在1980年代中期研發，以在有成本效益以下保護比巡防艦、护卫舰或巡邏艦更小的船艦，但最終沒有投入使用。
GAU-12亦被魯坦ARES用作主要武裝。

## 衍生型

### GAU-22/A
GAU-22/A（英語：GAU-22/A）是GAU-12/U系列的最新應用，這是GAU-12/U的4管版本，設計上是為了在F-35“閃電II”战斗机上使用。它的傳統起降型（英語：Conventional Take-off and Landing，簡稱：CTOL）版本（即是F-35A）將會安裝此機砲在內部，而垂直／短場起降型（英語：Short Take Off and Vertical Landing，簡稱：STOVL）版本（即是F-35B）和艦載型（英語：Catapult Assisted Take Off But Arrested Recovery，簡稱：CATOBAR、CV）版本（即是F-35C）則通過安裝外置的機炮筴艙使用。GAU-22/A和GAU-12/U的主要區別就是GAU-22/A是4管加特林式机炮，而不是GAU-12/U的5管型設計。4管設計版本的本意就是減輕重量和提高準確性。
GAU-22/A比GAU-12/U更輕，其發射速率亦降低至3,300發／分鐘，而準確度則提高到1.4毫弧度半径。該系統目前正在進行密集的試驗和評估。
這款武器目前的承包商是通用動力軍械和戰術系統公司（英語：General Dynamics Ordnance and Tactical Systems）。而納莫則正在開發讓GAU-22/A發射的25毫米高爆燃燒穿甲彈藥。

## 規格

### GAU-12/U
- 型號：5管加特林式机炮
- 口徑：25毫米（0.98英吋）
- 槍機操作：電源
- 長度：83.2英吋（2,113.28毫米）
- 總重量：270磅（122.47公斤）
- 發射速率：3,600—4,200發／分鐘
- 炮口初速：
  - 高爆燃燒彈（英语：High-explosive incendiary）（HEI）：999公尺／秒（3,277英尺／秒）
  - 穿甲燃燒彈（API）：1020.71公尺／秒（3,280英尺／秒）
- 彈丸重量：
  - 高爆燃燒彈（HEI）：6.5盎司（184.27克）
  - 穿甲燃燒彈（API）：7.6盎司（215.46克）
- 槍口能量：
  - 高爆燃燒彈（HEI）：99,511.93焦耳（73,400英尺·磅）
  - 穿甲燃燒彈（API）：107,510.85焦耳（79,300英尺·磅）

### GAU-22/A
- 型號：4管加特林式機砲
- 口徑：25毫米（0.98英吋）
- 槍機操作：電源
- 長度：83.2英吋（2,113.28毫米）
- 總重量：230磅（104公斤）
- 發射速率：3,300發／分鐘
- 炮口初速：
  - 高爆燃燒穿甲弹（APEX）：3,200英尺／秒（970 公尺／秒）
- 彈丸重量：
  - 高爆燃燒穿甲弹（APEX）：7.87盎司（223克）
- 槍口能量：
  - 高爆燃燒穿甲弹（APEX）：77,400 英尺·磅（104,900焦耳）

## 影片
- GAU-12/U機炮的試射

## 流行文化
GAU-12登場於电影、電視資訊節目和多部电子游戏裡，例如：

### 電影
- 1994年—（True Lies）：型號為GAU-12/U，安裝在AV-8獵鷹II式攻擊機以上並且被美國海軍陸戰隊及哈里·塔斯克（Harry Tasker，阿诺·施瓦辛格飾演）所使用。
- 2013年—（Lone Survivor）：型號為GAU-12/U，安裝在AC-130U幽靈式空中砲艇以上。

### 電視資訊節目
- 2009年—《一級軍火》（Ultimate Weapons）：型號為GAU-12/U，安裝在AC-130U幽靈式空中砲艇上。

### 电子游戏
- 2005年—《真實計劃》（Project Reality）：型號為GAU-12，安裝在AV-8海鷂II式攻擊機上並且被美國海軍陸戰隊所使用。
- 2006年—（ARMA: Armed Assault）：型號為GAU-12，安裝在AV-8獵鷹II式攻擊機上並且被美國士兵所使用。
- 2009年—（ArmA II）：型號為GAU-12，安裝在AV-8獵鷹II式攻擊機上並且被美國海軍陸戰隊所使用。
- 2010年—《2010》（Medal of Honor 2010）：型號為GAU-12，命名為「GAU-12/U Equalizer」，安裝在AC-130U幽靈式空中砲艇上並且被美國海軍陸戰隊所使用。
- 2011年—《空戰奇兵：突擊地平線》（Ace Combat: Assault Horizon）：型號為GAU-12，為遊戲中的標準重型裝載武器，安裝在AV-8獵鷹II式攻擊機和AC-130U幽靈式空中砲艇上。
- 2012年—（Call of Duty：Modern Warfare 3）：型號為GAU-12/U，安裝在AC-130U幽靈式空中砲艇上。故事模式之中被玩家扮演的AC-130上的砲手所使用；聯機模式時可由玩家控制的AC-130連機帶炮使用。
- 2011年—（Battlefield 3）：型號為GAU-12/U，安裝在LAV-AD（主要武器）和AC-130U幽靈式空中砲艇（主要及第2乘員另類武器）上並且被美國海軍陸戰隊所使用。
- 2013年—（Battlefield 4）：型號為GAU-12/U，安裝在LAV-AD（主要武器）並且被美國海軍陸戰隊所使用；而安裝在AC-130U幽靈式空中砲艇（第3乘員武器）上的GAU-12/U則在指揮官部署AC-130U以後可用作機上重生點之一並且被該陣營的玩家重生後所使用。

## 資料來源
1. 1 2 3 4  .   [2008年12月24日]. （原始内容存档于2008年12月26日）.
2. 1 2 3   (PDF).   [2008年12月24日]. （原始内容 (PDF)存档于2005年5月14日）.
3. ↑  Maher, Dave.  (PDF). National Defense Industrial Association. 2006-03-30  [2008-10-14]. （原始内容 (PDF)存档于2008-03-09）.
4. ↑   (PDF).   [2011-10-08]. （原始内容存档 (PDF)于2011-07-17）.
5. ↑  "Norway contracts for F-35 ammunition." （页面存档备份，存于） UPI, 29 November 2010.

## 外部連結
- （英文）—GAU-12/U page
- （英文）—F-35 JSF gun system page on General Dynamics Armament and Technical Products (manufacturer) site
- （英文）—FAS.org: GAU-12 Equalizer（页面存档备份，存于）
- （英文）—Globalsecurity.com's article on the GAU-12（页面存档备份，存于）
- （英文）—The Firearm Blog.com—
  - F-35 25mm Cannon Live Fire（页面存档备份，存于）
  - AC-130U Spooky Gunship（页面存档备份，存于）
  - What’s Wrong With This Picture: F-35 vs. F-15 20mm Capacity（页面存档备份，存于）
- （简体中文）—中华兵器大全—“平衡者”GAU-12/U航空机炮[]
- （简体中文）—D Boy Gun World（槍炮世界）—GAU-12/U“平衡器”机炮（页面存档备份，存于）
  - GAU-22/A机炮（页面存档备份，存于）